# Jens Enevoldsen
Jens Evald Enevoldsen-Elsing (Copenhaguen, 23 de setembre de 1907– 23 de maig de 1980), fou un jugador d'escacs danès cinc cops Campió de Dinamarca.
Obtingué el títol de Mestre Internacional el 1950, i el d'Àrbitre Internacional el 1960.

## Resultats destacats en competició
Enevoldsen va guanyar el Campió de Dinamarca en cinc ocasions (els anys 1940, 1943, 1947, 1948, i 1960). El 1939 empatà al primer lloc però perdé el desempat, i el 1950 tornà a empatar al primer lloc, però va perdre per sorteig.
Fou 4t al Torneig Zonal de Hèlsinki 1947 (els campions foren Eero Böök i Gösta Stoltz).

### Participació en Olimpíades d'escacs
Enevoldsen va participar, representant Dinamarca, en deu Olimpíades d'escacs.
- El 1933, al primer tauler a l'Olimpíada d'escacs de 1933 a Folkestone (+2 –6 =4);[7]
- El 1935, al segon tauler a l'Olimpíada d'escacs de 1935 a Varsòvia (+5 –8 =6);
- El 1937, al tercer tauler a l'Olimpíada d'escacs de 1937 a Estocolm (+3 –5 =9).
- El 1939, al primer tauler a l'Olimpíada d'escacs de 1939 a Buenos Aires (+5 –11 =3);
- El 1952, al primer tauler a l'Olimpíada d'escacs de 1952 a Hèlsinki (+6 –4 =5);
- El 1956, al tauler segon suplent a l'Olimpíada d'escacs de 1956 a Moscou (+4 –5 =4);
- El 1958, al tercer tauler a l'Olimpíada d'escacs de 1958 a Múnic (+3 –4 =7);
- El 1966, al quart tauler a l'Olimpíada d'escacs de 1966 a l'Havana (+3 –3 =2);
- El 1970, al tauler segon suplent a l'Olimpíada d'escacs de 1970 a Siegen (+3 -2 =3);
- El 1972, al tauler primer suplent a l'Olimpíada d'escacs de 1972 a Skopje (+0 –1 =0);